# NGC 284
NGC 284 là một thiên hà elip thuộc chòm sao Kình Ngư, được Francis Preserved Leavenworth phát hiện ngày 2 tháng 10 năm 1886.